# Спокойный день
Спокойный день — повесть сценариста и писателя Рустама Ибрагимбекова.

## Сюжет
Лето 1944 года, Западная Белоруссия. В небольшой догорающей деревушке недавно закончился бой с фашистами и в помещении чудом уцелевшей церквушки ждут медицинскую помощь двое раненых солдат — главный герой Андрей (был ранен в ногу) и сержант. Андрей может передвигаться только с помощью костыля, однако это обстоятельство никак не влияет на его жизнерадостность. Он всячески пытается развеселить раненого сержанта. Вскоре в деревню приезжают работники райисполкома, которые собираются вывезти из деревни имеющиеся картины, пока те не были захвачены или уничтожены фашистами. В автомобиле райисполкомовцев случайным образом оказалась девушка-казашка Адалат, уступившая место раненому сержанту, после чего оставшаяся дожидаться другого транспорта вместе с Андреем.
Вскоре в деревне появляются фашисты, и Адалат становится свидетельницей трагических событий, согласно которым Андрей, пытаясь защитить картины, вступает с фашистами в бой и погибает.

## Герои
- Андрей — в довоенной жизни маляр, ныне солдат
- Адалат — девушка-казашка

## Художественные особенности
Повесть отражает настоящую, не мнимую человечность жизни и смерти главного героя Андрея. Повесть запоминается надолго, несмотря на её некоторую фрагментарность и описательность.

## Экранизации
В 1970 году на студии «Мосфильм» повесть была экранизирована Никитой Михалковым. Фильм под названием «Спокойный день в конце войны» стал его дипломной работой. Главные роли исполнили Сергей Никоненко и Наталья Аринбасарова.